# Le Liban dans la tourmente
 (mars 2025).
 (août 2019).
Si vous disposez d'ouvrages ou d'articles de référence ou si vous connaissez des sites web de qualité traitant du thème abordé ici, merci de compléter l'article en donnant les références utiles à sa vérifiabilité et en les liant à la section « Notes et références ».
Le Liban dans le tourmente est un long métrage documentaire réalisé par Jocelyne Saab et Jorg Stocklin en 1975.

## Synopsis
Le 13 avril 1975, des miliciens des forces d'extrême droite libanaises tirent sur un bus transportant des Palestiniens, à Ain el Mreisse à Beyrouth. C'est le début d'une guerre de 15 ans. Jocelyne Saab se rend au Liban et interroge citoyens et chefs politiques sur l'escalade en cours.
Ce film est le premier film réalisé sur la guerre civile libanaise[réf. nécessaire].

## Témoignages
« En 1975, arrive le plus inattendu. Je décide de réaliser un film sur le Liban qui bascule dans la guerre, Le Liban dans la Tourmente,en donnant la parole à toutes les parties en présence, les Communistes, les Phalangistes… Comme pour les autres groupes, je demande aux Phalangistes l’accès à leurs camps d’entraînement. Leur jeune chef, Bachir Gemayel,me le refuse, je passe par son père, Pierre Gemayel,que mon père connaissait. Je pars avec Eric Rouleau et Rosy Rouleau, nous filmons le défilé militaire des Phalangistes dans la montagne libanaise – tous avaient déjà été entraînés en Israël. Nous montons en voiture, une combattante se jette sur moi, m’arrache les cheveux, Rosy essaie de me libérer, elle aura une côte cassée, notre caméra 16mm est détruite, les photographies de Rosy remplaceront le tournage. Je n’en revenais pas d’avoir été tabassée pour avoir simplement fait mon travail de journaliste, je prends conscience de ma fragilité.
Ce jour-là, j’ai commencé à faire partie intégrante de l’imagerie de la guerre et cela ne m’a plus jamais quittée, comme si j’étais une pierre détruite dans ce pays détruit. J’étais alors une jeune fille frêle, instruite, rien à voir les membres des commandos. Mais l’agression m’obligeait à choisir un camp, alors même que j’étais prête à écouter tout le monde. Je me suis donc engagée, un temps. Mon père, qui avait obtenu ce rendez-vous, était fou de rage. C’était déjà le Liban de la guerre totale entre les communautés. »

Propos recueillis par Nicole Brenez à Paris, le 20 décembre 2015, relus par Jocelyne Saab.

## Fiche technique
- Réalisation : Jocelyne Saab
- Journaliste : Jörg Stocklin
- Image : Gérard Simon, Hassan Naamani
- Son : Marc Mourani, Michel Beruet
- Montage : Phillippe Gosselet, Marie-Jeanne de Susini
- Production : Jocelyne Saab
- Droits de diffusion : Nessim Ricardou[1]